# Kenzaburo Oe
Kenzaburō Ōe (japanski 大江 健三郎 Ōe Kenzaburō), (Ōse, 31. siječnja 1935. - 3. ožujka 2023.), književnik i esejist, jedan je od najznačajnijih predstavnika suvremene japanske književnosti. Izrazito humanističke orijentacije i ljevičarskih stavova, Ōe se često u svojim djelima bavi društveno-političkom problematikom (posebice onom iz zemalja Trećega svijeta), nuklearnim naoružanjem, sociološkim i filozofskim pitanjima, te sukobom istočne tradicije i suvremene zapadne kulture. Dobitnik je Nobelove nagrade za književnost 1994. godine. Premda glasi kao izrazito utjecajan politički pisac, Ōe se nije nikada pridružio niti jednoj političkoj stranci.

## Djetinjstvo
Kenzaburo Ōe rođen je kao jedno od sedmero djece u obitelji, u zabačenom selu Ōse, u provinciji Ehime na otoku Shikoku. Idiličan krajolik seoceta i šuma koje su ga okruživale, česta su inspiracija u kasnijim Ōeovim djelima. Prema seoskoj tradiciji dugoj stotinama godina, nitko iz obitelji Ōe nije nikada napuštao selo, čak ni u doba modernizacije kada je postalo uobičajeno da mladi ljudi napuštaju provincije i odlaze u Tokio ili druge veće gradove. Seoske žene, vješte pripovjedateljice, pričale su malome Kenzaburu legende o prirodi, postanku, naravi i svrsi svijeta, priče koje su na Kenzabura ostavile neizbrisiv trag.
Kada je Ōe imao šest godina, buknuo je Drugi svjetski rat i militaristička se naobrazba proširila po svim zakucima zemlje, pa su tako i do Ōea stigle pripovijetke o nacionalnim mitovima i povijesti, pripovijetke koje su se uvelike sukobljavale s tradicionalnima. Godine 1944. Ōeov otac pogiba u ratu, a iste godine umire i baka, koja je do tada kritički, šaljivo i prkosno zdušno branila tradicionalnu kulturu. Kako ulogu prosvjetiteljice sada preuzima majka, knjige koje tada Oe dobiva od nje - posebice pustolovine Huckleberryja Finna i Nilsa Holgerssona - ostavljaju na njega duboki utisak.

## Školovanje
Poraz Japana 1945. godine donijet će velike promjene, čak i u planinsko selo Ōse. U školama se počinje učiti o demokratskim principima koji zamjenjuju prethodni apsolutizam. Mladi Ōe toliko gorljivo prihvaća demokraciju da u osamnaestoj godini odlučuje napustiti selo i otići u Tokio, kako bi već sljedeće godine upisao studij francuske književnosti na Tokijskom sveučilištu. Pod vodstvom profesora Kazua Watanabea, stručnjaka za Françoisa Rabelaisa, Ōe uz Rabelaisov groteskni realizam i terminologiju Mihaila Bahtina temeljito preispituje mitove i povijest vlastitog sela. Watanabeova razmišljanja o humanizmu, proistekla proučavanjem francuske renesanse, doprinijela su oblikovanju Ōeovog gledišta o društvu i ljudima.
Kao pasionirani čitatelj suvremene francuske i američke književnosti, Ōe je razmatrao društveno stanje metropole u odnosu na djela koja je čitao. Isto tako, nastojao je preispitati i presložiti, uz pomoć suvremenih spoznaja, te uz Rabelaisa i humanizam, vlastita razmišljanja o legendama koje su pričale seoske žene, pričama koje čine njegovu povijest.
Ōe je počeo pisati vrlo rano: još kao student, u nešto više od godine dana napisao je desetak djela, u kojima se još prilično osjećao utjecaj Sartrea i suvremenih francuskih književnika. S temom o J. P. Sartreu je i diplomirao. U ranijim radovima Ōe se bavio istraživanjem svoga djetinjstva i utjecajem Drugog svjetskog rata, pa su tako djela izražavala degradaciju i dezorijentaciju uzrokovanu japanskom predajom, koristeći seksualne metafore za okupaciju Japana. Seks i nasilje, seksualne farse, filozofska razmišljanja i politička alegorija obilježja su njegovih ranih djela. Eksperimentirao je književnim jezikom i pokušavao stvoriti novi način izražavanja kako bi uhvatio sociološke i psihološke promjene koje su se događale u njegovoj provinciji. Također se morao boriti s vlastitim hendikepom, kompleksom podređenosti sramežljiva mladića iz provincije koji je zamuckivao i govorio izražajnim Shikoku narječjem.

## Zrelo doba
Veliki prevrat u Ōeovu životu, pa tako i pisanju, dogodio se rođenjem prvoga sina, Hikarija. Hikari je rođen s deformacijom lubanje što je uzrokovalo tešku mentalnu hendikepiranost. Premda su liječnici savjetovali kako bi najbolje bilo da dijete ostave umrijeti, nedovoljno ga hraneći, Ōe je odbio poslušati taj savjet. Boreći se s traumatičnim iskustvima, Ōe proživljava i preživljava tu krizu pišući roman Osobno iskustvo (1964.), u kojem opisuje psihičke traume i unutarnju borbu oca koji treba prihvatiti svoje mentalno oboljelo dijete. Taj motiv mentalne retardacije kao simbola čistoće i ludila, te odnos između nehendikepiranih i hendikepiranih ljudi, bit će poslije čest u Ōeovim djelima. Sudjelovanje na 9. svjetskoj antinuklearnoj konferenciji u Hirošimi također će se dojmiti Ōea pa će se, počevši sa Zapisima iz Hirošime (1965.), često baviti vizijama nuklearne apokalipse.
Nakon toga, Ōe će produbiti svoje zanimanje za otočje Okinawa, teritorij na kojem se vodila posljednja bitka Drugog svjetskog rata i na kojem je dugo nakon pobjede trajala američka vojna okupacija. Ōeovo zanimanje za Okinawu bilo je politički orijentirano uspoređujući ono što je Okinawa postala - vojna baza - i ono što je Okinawa tradicionalno značila prije, kao nezavisna zemlja s vlastitom kulturom. Potonje je Ōeu otvorilo i proširilo interes za kulturu Južne Koreje, omogućujući mu da dodatno cijeni važnost japanskih periferijskih kultura, koje se razlikuju od centralističke tokijske kulture, što mu je pak dalo realističnu podlogu za studiju Bahtinove teorije o ljudskoj kulturi, studiju koju je pretočio u jedan od najpoznatijih romana, The Silent Cry (1967.), djelo koje isprepliće mitove i povijest šumskih seoceta sa suvremenim dobom.

## Značajke Ōeova opusa
Nakon romana The Silent Cry, moguće je odrediti dvije značajne i konzistentne struje u Oeovim književnim djelima, struje koje se povremeno slijevaju u jednu, struje koje čine jezgru cijeloga opusa: 
- djela koja oslikavaju njegov suživot s mentalno hendikepiranim sinom (nakon Osobnog iskustva, slijede Teach Us to Outgrow our Madness, My Deluged Soul, Rouse Up, O, Young Men of the New Age!), te
- djela čiji su likovi ustanovljeni u mitovima i povijesti njegova rodnog sela, ali koji se usko isprepliću sa životom u današnjim gradovima (Kidaj pupopljke, tuci djecu, The Silent Cry).

Nakon završene trilogije The Flaming Green Tree ('Savior' Gets Socked (1993.), Vacillating (1994.), te On The Great Day (1995.), smatrajući kako je njegov dosadašnji rad o bitku, povijesti i narodnim legendama dosegao puni krug i da je uspio kroz portretiranje mjesta i ljudi stvoriti model za suvremeno društvo, Ōe je obznanio da kani ući u posljednji stadij učenja, stadij u kojemu će se okušati u pisanju novog oblika književnosti. Što se tiče Ōeova hendikepiranog sina, pokazalo se kako je Hikari posebno glazbeno nadaren, te je danas priznat kao jedan od najpopularnijih kompozitora u Japanu.
U Hrvatskoj je 2005. godine u prijevodu Mirne Potkovac-Endrighetti objavljen roman Osobno iskustvo.

## Djela
- Neobičan posao (Kimyo na shigoto, 1957.)
- Shisha no ogori (Lavish Are The Dead, 1957.)
- Plijen (Shiiku/Prize Stock/The Catch, 1958.)
- Kidaj pupopljke, tuci djecu (Memushiri kouchi/Nip the Buds, Shoot the Kids 1958.)
- Naše doba (Warera no jidai, 1958.)
- Zajednički život (Kyodo seikatsu, 1959.)
- Sedamnaestogodišnjak (Sevuntīn/Seventeen, 1961.)
- Ljudi kao seksualna bića (Seiteki ningen, 1963.)
- Osobno iskustvo (Kojinteki na taiken/A Personal Matter, 1964.)
- Agui, čudovište s neba (zbirka pripovijedaka, Sora no keibutsu Aguii, 1964.)
- Zapisi iz Hirošime (Hiroshima nōto/Hiroshima Notes, 1965.)
- Nogomet u prvoj godini ere Manen (Man'en gan'nen no futtobōru/The Silent Cry, 1967.)
- Warera no kyōki wo ikinobiru michi wo oshieyo (Teach Us to Outgrow our Madness, 1969.)
- Mizukara waga namida o nuguitamau hi (The Day He Himself Shall Wipe My Tears Away, 1972.)
- Bujica prodire u moju dušu (Kozui wa waga tamashii ni oyobi, 1973., nagrada Norma)
- Pinchi ran'nā chōsho (The Pinch Runner Memorandum, 1976.)
- Istovremene Igre (Dojidai gemu/The Game of Contemporaneity/Coeval Games/Contemporary Games, 1979.)
- Žene koje osluškuju Kišno drvo (Rein tsurii o kiku onnatachi, 1982.)
- Atarashii hito yo, mezameyo (Rouse Up O Young Men of the New Age!, 1983.)
- The Crazy Iris and Other Stories of the Atomic Aftermath (urednik, 1984.)
- Ume no chiri (Sometimes the Heart of a Turtle, 1984.)
- M/T to mori no fushigi no monogatari (M/T and the Narrative About the Marvels of the Forest, 1986.)
- Japan's Dual Identity: A Writer's Dilemma (1988.)
- Jinsei no shinseki (An Echo of Heaven, 1989.)
- Shizuka na seikatsu (A Quiet Life, 1990.)
- 'Sukuinushi' ga nagura reru made (Until the Savior Gets Socked/The Flaming Green Tree Trilogy I, 1993.)
- Yureugoku (Vashirēshon) (Vacillating/The Flaming Green Tree Trilogy II, 1994.)
- Ōinaru hi ni (On the Great Day/The Flaming Green Tree Trilogy III, 1995.)
- Aimai na Nihon no watashi (Japan, the Ambiguous, and Myself: The Nobel Prize Speech and Other Lectures, 1995.)
- Kaifukusuru kazoku (A Healing Family, 1995.)
- Chūgaeri (Somersault, 1999.)
- Torikae ko (The Changeling, 2001.)
- Ureigao no dōji (The Infant with a Melancholic Face, 2002.)
- Ni hyaku nen no kodomo (The 200 Year Old Child, 2003.)
- Sayōnara, watashi no hon yo! (Farewell, My Books!, 2005.)